# Terrorize Brutalize Sodomize
Terrorize Brutalize Sodomize è il sesto album della band death metal svedese Vomitory, pubblicato nel 2007 dalla Metal Blade Records.

## Tracce
1. Eternal Trail of Corpses – 2:38
2. Scavenging the Slaughtered – 3:52
3. Terrorize Brutalize Sodomize – 3:44
4. The Burning Black – 5:23
5. Defiled and Inferior – 3:07
6. March into Oblivion – 4:50
7. Whispers from the Dead – 4:25
8. Heresy – 3:27
9. Flesh Passion – 4:19
10. Cremation Ceremony – 5:22

## Formazione
- Erik Rundqvist - basso, voce
- Tobias Gustafsson - batteria
- Peter Östlund - chitarra
- Urban Gustafsson - chitarra